# 长乐公主 (穆正国之妻)
长乐公主（?—?），中国南北朝北魏公主，
长乐公主嫁给了穆寿的儿子穆正国，穆正国拜为驸马都尉。穆寿是樂陵公主的驸马，穆正国的哥哥穆平国是城阳公主的驸马。穆正国的儿子有穆平城、穆长城、穆彧。穆平城与始平公主冥婚。

## 传记资料
- 《魏书·卷二十七·列传第十五》
- 《册府元龟 卷三百 外戚部·总序》
- 《北史·卷二十·列传第八》